# Starksia ocellata
Starksia ocellata är en fiskart som först beskrevs av Steindachner, 1876.  Starksia ocellata ingår i släktet Starksia och familjen Labrisomidae. Inga underarter finns listade i Catalogue of Life.